# Otelfingen

Photo aérienne prise à 400 m par Walter Mittelholzer (1919).

Otelfingen est une commune suisse du canton de Zurich, située dans le district de Dielsdorf mais se prononce « Otelfingue » en français. Une inscription « Soi bienvenu » se trouve à l'extérieur d'un bâtiment historique ayant appartenu au couvent de Wettingen. Le centre du village, avec ses maisons à colombages typiques de la région, est classé à l'inventaire fédéral des sites construits d’importance nationale à protéger en Suisse (ISOS). De par son étendue, les résidents ont pu déplacer l'industrie dans une zone éloignée du cœur historique du village.

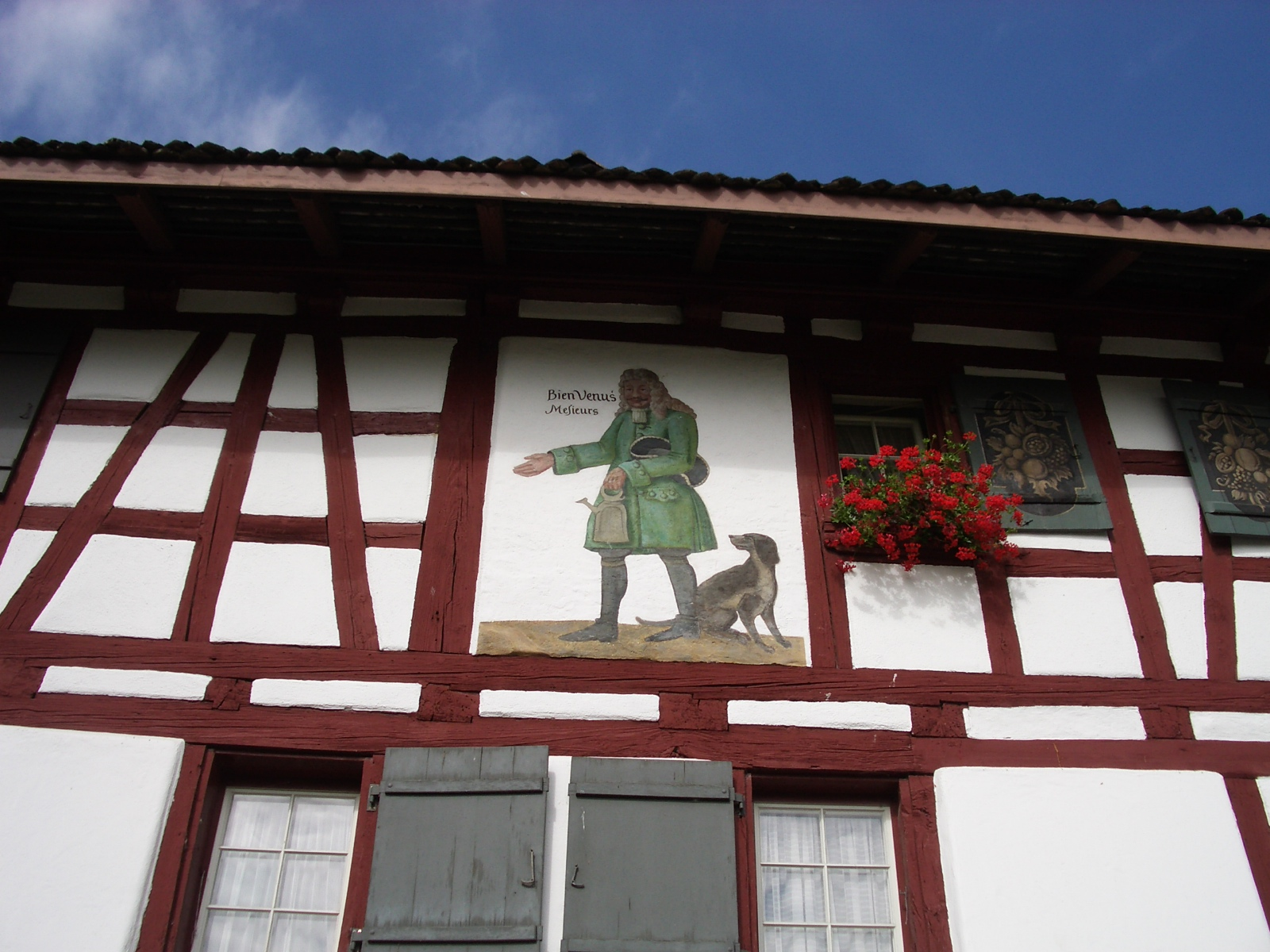